# Lepidophyma pajapanensis
Lepidophyma pajapanensis är en ödleart som beskrevs av  John E. Werler 1957. Lepidophyma pajapanensis ingår i släktet Lepidophyma och familjen nattödlor. IUCN kategoriserar arten globalt som livskraftig. Inga underarter finns listade i Catalogue of Life.
Arten förekommer i delstaten Veracruz i sydöstra Mexiko. Den lever i låglandet och i bergstrakter upp till 1500 meter över havet. Habitatet utgörs av regnskogar och molnskogar. Individerna är aktiva på natten och gömmer sig på dagen under lös bark, i mursprickor eller bakom stenar.